# La mia Africa (romanzo)
La mia Africa (titolo orig. in inglese Out of Africa, in danese Den afrikanske farm) sono le memorie autobiografiche della scrittrice danese Karen Blixen, pubblicate nel 1937. Racconta gli eventi avvenuti nei diciotto anni durante i quali Blixen si stabilì in Kenya, allora chiamata Africa Orientale Britannica. Il libro è una meditazione lirica sulla vita dell'autrice nella sua piantagione di caffè, nonché un omaggio ad alcune delle persone che hanno influenzato la sua esistenza lì. Offre una vivida istantanea della vita coloniale africana negli ultimi decenni sotto l'Impero Britannico. Blixen scrisse il libro in inglese e poi lo riscrisse in danese col titolo La fattoria africana. Il libro è stato talvolta pubblicato con lo pseudonimo dell'autrice, Isak Dinesen.
Nel 1985 uscì nelle sale cinematografiche La mia Africa, l'adattamento interpretato da Meryl Streep e Robert Redford, che si aggiudicò sette Premi Oscar.

## Trama
L'opera ripercorre gli anni in cui Blixen visse in una fattoria in Kenya (1914-1931) insieme a suo marito, il barone svedese Bror von Blixen-Finecke. Il rapporto fra Blixen e il marito viene inizialmente descritto come una sorta di accordo sociale; la famiglia di Blixen era infatti ricca mentre quella del barone poteva vantare un lignaggio aristocratico. Nonostante questo, Blixen sviluppa gradualmente un sentimento romantico nei confronti del marito.
La fattoria si trova alle pendici delle colline Ngong, nei pressi di Nairobi. L'attività principale della fattoria è la coltivazione di caffè; una parte del terreno, non coltivato, ospita una comunità di indigeni, principalmente di etnia Kikuyu, che vivono presso la fattoria e lavorano nei campi. Nei dintorni ci sono altri indigeni, fra cui Masai e Somali.
Il barone si mostra più interessato alla caccia grossa che al buon andamento della fattoria, che rimane quasi completamente affidato alla Blixen, che si occupa anche della popolazione locale gestendo una scuola serale. 
Il romanzo ripercorre incidenti avvenuti durante la permanenza di Blixen in Africa. Molti di questi episodi riguardano la vita degli indigeni, che Blixen impara gradualmente a conoscere e comprendere. Altri riguardano incontri con altri europei, fra i quali spicca la figura di Denys Finch Hatton, un cacciatore, con cui Blixen vive una relazione romantica (mai descritta in termini espliciti).
Il tema dominante che viene sviluppato dall'opera è il sentimento profondo che viene a legare Blixen all'Africa, alla popolazione locale, e alla natura. L'amore di Blixen per il popolo Kikuyu viene raccontato anche attraverso la figura di Kamante, un ragazzo indigeno che Blixen cura e che diventa un suo braccio destro nella fattoria; il rapporto idilliaco con la natura africana, analogamente, è simboleggiato soprattutto da Lulu, un'antilope addomesticata da Blixen. Complessivamente, Blixen suggerisce che l'Africa sia superiore all'Europa in quanto più pura e più vicina al mondo che Dio aveva preparato per gli uomini.

## Edizioni italiane
- La mia Africa, trad. e Prefazione di Lucia Drudi Demby, Collana Classici Moderni, Milano, Feltrinelli, luglio 1959. - Collana UEF n.450, Feltrinelli, settembre 1963; Collana Garzanti per tutti: romanzi e realtà, Milano, Garzanti, giugno 1966; ed. fuori commercio in omaggio della Van den Bergh (Milkana), Milano, Vallardi & Associati, 1979, 1987; ed. fuori commercio a cura di Giorgio Soavi, fotografie di Mario Carrieri di sculture dell'Africa nera, Olivetti, 1981; Collana I Narratori, Feltrinelli, maggio 1983; Collana Narrativa Club, Trezzano sul Naviglio, Euroclub, 1985; a cura di Paola Nanni, Collana Narrativa Scuola, Torino, Feltrinelli/Loescher, 1982; Milano, Club degli Editori, 1991.